# Ingvild Pharo
Ingvild Elisabeth Pharo (* 27. März 1947 in Løkken Verk) ist eine norwegische Kunsthistorikerin und Autorin.
Pharo ist Verfasserin zahlreicher kunsthistorischer Schriften und Lehrbücher. Ihr Fachgebiet ist europäische Architektur und Malerei von der Antike bis zur Neuzeit.
Neben ihrer Tätigkeit an der norwegischen Nationalgalerie  (Nationalmuseum Oslo) gab sie auch Vorlesungen an der Universität Oslo und an der Folkeuniversitetet Oslo.
Bis zu dessen Tod war sie mit dem Wirtschaftshistoriker und Professor Tore Jørgen Hanisch der Hochschule Agder verheiratet. Aus dieser Verbindung sind vier Söhne hervorgegangen: Jørgen, Håkon, Torkjell und Øyvind Pharo Hanisch.

## Werke
- Vel blåst! Christiania Glasmagasin og norsk glassindustri 1739-1985 mit Rolv Petter Amdam, Tore Jørgen Hanisch, 1989, ISBN 978-82-05-18363-6
- Ledsager gjennom samlingene : romantikken, realismen og kunsten ved århundreskiftet, mit Egil Sagstad, Oslo : Nasjonalgalleriet, 1996, ISBN 82-90744-38-2
- Et barn er født. Julemysteriet i vår billedtradisjon, mit Egil Sagstad, 1997, ISBN 82-03-22232-3
- Billedkunsten i romantikken, mit Egil Sagstad, 1998, ISBN 82-91980-01-2
- Det skapende menneske kunst- og kulturhistorie 1 : for grunnkurs formgivingsfag,  mit Egil Sagstad, 1998, ISBN 978-82-00-42647-9
- Det skapende menneske kunst- og kulturhistorie for grunnkurs musikk, dans og drama,  mit Egil Sagstad, 1999, ISBN 978-82-00-45092-4
- Formglede linjer og farger 1,  mit John Elvestad, Jack C. Evrin, Morten H. Lerpold, Linda M. Strømme und Egil Sagstad, 2000, ISBN 978-82-00-45389-5
- Det skapende menneske kunst- og kulturhistorie 2, mit Egil Sagstad, 2001, ISBN 978-82-05-28513-2
- Formglede linjer og farger 3 studieretningsfaget Form og farge 2, mit Egil Sagstad, 2002, ISBN 978-82-05-30423-9
- Realismen, mit Egil Sagstad, 2003, ISBN 82-91980-07-1
- Romantikken, mit Egil Sagstad, 2003, ISBN 82-91980-09-8
- Symbolisme og nyromantikk, mit Egil Sagstad, 2003, ISBN 82-91980-06-3
- Det skapende menneske kunst- og kulturhistorie 3, mit Egil Sagstad, 2004, ISBN 978-82-05-30157-3
- Eventyrlandet mit Egil Sagstad, 2008, ISBN 978-82-92905-00-5; Japanisch: ISBN 978-82-92905-05-0; Russisch:  ISBN 978-82-92905-04-3
- Norwegen - märchenhaftes Land, mit Egil Sagstad; Gerda Moter Erichsen (Übersetzung), 2008, ISBN 978-82-92905-02-9
- La Norvège - une nature féerique, mit Egil Sagstad; Marie-Claire Schjøth-Iversen (Übersetzung), 2008, ISBN 978-82-92905-03-6
- Norway - nature divine, mit Egil Sagstad; Richard Simpson (Übersetzung), 2008, ISBN 978-82-92905-01-2

| Personendaten    | Personendaten                             |
| ---------------- | ----------------------------------------- |
| NAME             | Pharo, Ingvild                            |
| ALTERNATIVNAMEN  | Pharo, Ingvild Elisabeth                  |
| KURZBESCHREIBUNG | norwegische Kunsthistorikerin und Autorin |
| GEBURTSDATUM     | 27. März 1947                             |
| GEBURTSORT       | Løkken Verk                               |